# Kaj de Rooij
Kaj de Rooij (Best, 25 novembre 2000) è un calciatore olandese, attaccante del PEC Zwolle.

## Carriera
de Rooij è cresciuto nel settore giovanile dell'Eindhoven, con cui ha debuttato in prima squadra il 17 agosto 2018, nell'incontro perso per 2-1 contro lo Jong PSV.

## Statistiche
Statistiche aggiornate al 10 marzo 2024.

### Presenze e reti nei club
| Stagione        | Squadra         | Campionato      | Campionato | Campionato | Coppe nazionali | Coppe nazionali | Coppe nazionali | Coppe continentali | Coppe continentali | Coppe continentali | Altre coppe | Altre coppe | Altre coppe | Totale | Totale | Totale |
| Stagione        | Squadra         | Comp            | Pres       | Reti       | Comp            | Pres            | Reti            | Comp               | Pres               | Reti               | Comp        | Pres        | Reti        | Pres   | Reti   |        |
| --------------- | --------------- | --------------- | ---------- | ---------- | --------------- | --------------- | --------------- | ------------------ | ------------------ | ------------------ | ----------- | ----------- | ----------- | ------ | ------ | ------ |
| 2018-2019       | Eindhoven       | 1D              | 10         | 0          | CO              | 0               | 0               |                    | -                  | -                  |             | -           | -           | 10     | 0      |        |
| 2019-2020       | Eindhoven       | 1D              | 25         | 6          | CO              | 2               | 1               |                    | -                  | -                  |             | -           | -           | 27     | 7      |        |
| ago.-ott. 2020  | Eindhoven       | 1D              | 5          | 4          | CO              | 0               | 0               |                    | -                  | -                  |             | -           | -           | 5      | 4      |        |
| ott. 2020-2021  | NAC Breda       | 1D              | 28         | 6          | CO              | 0               | 0               |                    | -                  | -                  |             | -           | -           | 28     | 6      |        |
| 2021-2022       | NAC Breda       | 1D              | 32         | 3          | CO              | 4               | 1               |                    | -                  | -                  |             | -           | -           | 36     | 4      |        |
| 2022-2023       | NAC Breda       | 1D              | 18         | 2          | CO              | 2               | 0               |                    | -                  | -                  |             | -           | -           | 20     | 2      |        |
| gen.-giu. 2024  | PEC Zwolle      | ED              | 5          | 0          | CO              | 0               | 0               |                    | -                  | -                  |             | -           | -           | 5      | 0      |        |
| Totale carriera | Totale carriera | Totale carriera | 123        | 21         |                 | 8               | 2               |                    | -                  | -                  |             | -           | -           | 131    | 23     |        |